# 호코타시
호코타시(일본어: 鉾田市)는 일본 이바라키현 남동부에 있는 시이다.

## 지리
도쿄에서 90km 이내, 현도 미토시에서 30km 이내에 위치하고 있다. 동쪽은 태평양과 접해 남북으로 길고 먼 곳까지 얕은 해안선이 있다. 내륙부 대부분은 평지이고 평탄한 지형과 온화한 기후를 살린 농업이 기간산업이다. 이 지역은 합병 전의 옛 다이요촌 지역에서 1970년대 말부터 1990년대 초까지 농지가 딸린 별장·세컨드하우스 개발이 이뤄진 바 있으며 밭(과수·채소) 주변에 간단한 주택이 산재하지만 매수인이 집만 가진 채 포기하고 있는 모습의 주택도 볼 수 있다.

### 인접한 지자체
- 가시마시
- 나메가타시
- 오미타마시
- 히가시이바라키군 이바라키정, 오아라이정

## 역사
- 2005년 10월 11일 - 가시마군 호코타정, 아사히촌, 다이요촌이 합병해 성립하였다.
- 2007년 4월 1일 - 가시마 철도가 폐지되었다.
- 2011년 3월 11일 - M9.0의 동일본 대지진이 발생해 호코타시에서 진도 6강이 관측되었고 본진 발생 약 30분 후 이바라키현 앞바다에서 발생한 M7.6의 여진에서도 호코타시에서 진도 6강을 관측했다.
- 2011년 4월 11일 - 후쿠시마현 하마도리 지진이 발생해 호코타시 당간에서 진도 6약을 기록하였고 나중에 이 호코타시 당간의 진도계는 지반이 연약한 땅 위에 있었던 것으로 밝혀져 사용이 중지되었다.
- 2018년 2월 3일 - 히가시칸토 자동차도 호코타 IC ~ 이바라키 공항 기타 IC 구간이 개통하였다.

## 교통

### 철도
- 가시마 임해 철도 오아라이카시마선

### 도로
- 국도 제51호선
- 국도 제124호선
- 국도 제354호선(일본어판)

## 인구
| 연도 | 인구   | ±%     |
| ---- | ------ | ------ |
| 1950 | 51,684 | —      |
| 1960 | 50,616 | −2.1%  |
| 1970 | 45,119 | −10.9% |
| 1980 | 47,731 | +5.8%  |
| 1990 | 50,123 | +5.0%  |
| 2000 | 50,915 | +1.6%  |
| 2010 | 50,161 | −1.5%  |

## 기후
| 호코타시의 기후                                              | 호코타시의 기후 | 호코타시의 기후 | 호코타시의 기후 | 호코타시의 기후 | 호코타시의 기후 | 호코타시의 기후 | 호코타시의 기후 | 호코타시의 기후 | 호코타시의 기후 | 호코타시의 기후 | 호코타시의 기후 | 호코타시의 기후 | 호코타시의 기후 |
| 월                                                           | 1월             | 2월             | 3월             | 4월             | 5월             | 6월             | 7월             | 8월             | 9월             | 10월            | 11월            | 12월            | 연간            |
| ------------------------------------------------------------ | --------------- | --------------- | --------------- | --------------- | --------------- | --------------- | --------------- | --------------- | --------------- | --------------- | --------------- | --------------- | --------------- |
| 역대 최고 기온 °C (°F)                                       | 17.9 (64.2)     | 24.2 (75.6)     | 24.7 (76.5)     | 29.4 (84.9)     | 33.7 (92.7)     | 34.4 (93.9)     | 37.8 (100.0)    | 37.8 (100.0)    | 36.7 (98.1)     | 31.9 (89.4)     | 25.2 (77.4)     | 24.1 (75.4)     | 37.8 (100.0)    |
| 일평균 최고 기온 °C (°F)                                     | 9.2 (48.6)      | 9.6 (49.3)      | 12.7 (54.9)     | 17.6 (63.7)     | 21.8 (71.2)     | 24.3 (75.7)     | 28.5 (83.3)     | 30.0 (86.0)     | 26.3 (79.3)     | 21.2 (70.2)     | 16.4 (61.5)     | 11.5 (52.7)     | 19.1 (66.4)     |
| 일일 평균 기온 °C (°F)                                       | 2.8 (37.0)      | 3.7 (38.7)      | 7.1 (44.8)      | 12.0 (53.6)     | 16.6 (61.9)     | 19.9 (67.8)     | 23.8 (74.8)     | 25.3 (77.5)     | 21.9 (71.4)     | 16.4 (61.5)     | 10.6 (51.1)     | 5.1 (41.2)      | 13.8 (56.8)     |
| 일평균 최저 기온 °C (°F)                                     | −3.0 (26.6)     | −2.2 (28.0)     | 1.1 (34.0)      | 6.2 (43.2)      | 11.7 (53.1)     | 16.2 (61.2)     | 20.3 (68.5)     | 21.8 (71.2)     | 18.3 (64.9)     | 11.9 (53.4)     | 5.1 (41.2)      | −0.5 (31.1)     | 8.9 (48.0)      |
| 역대 최저 기온 °C (°F)                                       | −10.6 (12.9)    | −9.7 (14.5)     | −7.2 (19.0)     | −4.4 (24.1)     | −0.5 (31.1)     | 7.3 (45.1)      | 11.9 (53.4)     | 12.6 (54.7)     | 5.2 (41.4)      | −1.0 (30.2)     | −5.3 (22.5)     | −9.1 (15.6)     | −10.6 (12.9)    |
| 평균 강수량 mm (인치)                                        | 66.5 (2.62)     | 62.9 (2.48)     | 115.0 (4.53)    | 122.5 (4.82)    | 136.5 (5.37)    | 141.9 (5.59)    | 139.3 (5.48)    | 101.8 (4.01)    | 195.0 (7.68)    | 230.7 (9.08)    | 98.2 (3.87)     | 58.3 (2.30)     | 1,468.5 (57.81) |
| 평균 강수일수 (≥ 1.0 mm)                                     | 5.8             | 6.1             | 9.9             | 10.8            | 10.9            | 11.8            | 11.2            | 7.9             | 10.8            | 11.0            | 7.9             | 5.9             | 110             |
| 평균 월간 일조시간                                           | 181.4           | 170.2           | 181.3           | 185.7           | 184.9           | 137.1           | 154.4           | 193.2           | 145.2           | 139.1           | 146.6           | 161.8           | 1,980.8         |
| 출처: 일본 기상청 (평년값: 1991년~2020년, 극값: 1978년~현재) |                 |                 |                 |                 |                 |                 |                 |                 |                 |                 |                 |                 |                 |